# Hormone kích thích tuyến giáp
Hormon kích thích tuyến giáp (còn được gọi là thyrotropin, hormone thyrotropic hoặc viết tắt TSH) là một loại hormone tuyến yên kích thích tuyến giáp sản xuất thyroxine (T 4), và sau đó triiodothyronine (T 3) kích thích sự chuyển hóa của hầu hết mọi mô trong cơ thể. Nó là một hormone glycoprotein được sản xuất bởi các tế bào thyrotrope ở tuyến yên trước, điều chỉnh chức năng nội tiết của tuyến giáp. Năm 1916, Bennett M. Allen và Philip E. Smith đã phát hiện ra rằng tuyến yên có chứa một chất thyrotropic.

## Sinh lý

Hệ thống của hormone tuyến giáp T_{3} và T_{4}.

### Mức hormone
TSH (với thời gian bán hủy khoảng một giờ) kích thích tuyến giáp tiết ra hormone thyroxine (T 4), chỉ có tác dụng nhẹ đối với quá trình trao đổi chất. T4 được chuyển đổi thành triiodothyronine (T 3), đây là hormone hoạt động kích thích sự trao đổi chất. Khoảng 80% chuyển đổi này là ở gan và các cơ quan khác, và 20% ở chính tuyến giáp.
TSH được tiết ra trong suốt cuộc đời nhưng đặc biệt đạt đến mức cao trong giai đoạn tăng trưởng và phát triển nhanh chóng, cũng như để đối phó với căng thẳng.
Vùng dưới đồi, ở đáy não, sản xuất hormone giải phóng thyrotropin (TRH). TRH kích thích tuyến yên trước để sản xuất TSH.
Somatostatin cũng được sản xuất bởi vùng dưới đồi và có tác dụng ngược lại đối với việc sản xuất TSH ở tuyến yên, làm giảm hoặc ức chế sự phóng thích của nó.
Nồng độ của hormone tuyến giáp (T 3 và T4) trong máu điều chỉnh sự giải phóng tuyến yên của TSH; khi nồng độ T3 và T4 thấp, việc sản xuất TSH sẽ tăng lên và ngược lại, khi nồng độ T3 và T4 cao, sản xuất TSH bị giảm. Đây là một ví dụ về một vòng điều hòa ngược. Bất kỳ sự không phù hợp của các giá trị đo được, ví dụ TSH bình thường thấp cùng với T4 bình thường thấp có thể báo hiệu bệnh lý cấp ba (trung tâm) và bệnh lý TSH sang TRH. Tăng T3 (RT 3) cùng với các giá trị TSH bình thường thấp và T3, T4 bình thường thấp, được coi là chỉ định cho hội chứng bệnh euthyroid, cũng có thể phải điều tra về viêm tuyến giáp bán cấp mạn tính (SAT) với đầu ra của hoocmon phụ. Sự vắng mặt của các kháng thể ở những bệnh nhân được chẩn đoán là tuyến giáp tự miễn trong quá khứ của họ sẽ luôn bị nghi ngờ về sự phát triển thành SAT ngay cả khi có TSH bình thường vì không có sự phục hồi từ tự miễn dịch.
Để giải thích lâm sàng các kết quả trong phòng thí nghiệm, điều quan trọng là phải thừa nhận rằng TSH được giải phóng theo cách thức xung  dẫn đến cả nhịp sinh học và nhịp siêu âm của nồng độ trong huyết thanh.

### Tiểu đơn vị
TSH là một glycoprotein và bao gồm hai tiểu đơn vị, tiểu đơn vị alpha và beta.
- Tiểu đơn vị α (<i id="mwWg">alpha</i>) (tức là gonadotropin alpha) gần giống với gonadotropin màng đệm ở người (hCG), hormone luteinizing (LH) và hormone kích thích nang trứng (FSH). Tiểu đơn vị α được cho là vùng tác động chịu trách nhiệm kích thích adenylate cyclase (liên quan đến việc tạo ra cAMP).[11] Chuỗi α có trình tự amino acid 92.
- Tiểu đơn vị β (beta) (TSHB) là duy nhất cho TSH, và do đó xác định tính đặc hiệu của thụ thể.[12] Chuỗi có trình tự 118 amino acid.

### Các thụ thể TSH
Các thụ thể TSH được tìm thấy chủ yếu trên các tế bào nang tuyến giáp. Kích thích thụ thể làm tăng sản xuất và bài tiết T3 và T4. Điều này xảy ra thông qua kích thích sáu bước trong quá trình tổng hợp hormon tuyến giáp: (1) Điều chỉnh tăng hoạt động của chất điều hòa natri-iodide (NIS) trên màng đáy của các tế bào nang, do đó làm tăng nồng độ iod nội bào (bẫy iod). (2) Kích thích iod của thyroglobulin trong lòng nang trứng, một protein tiền thân của hormone tuyến giáp. (3) Kích thích sự kết hợp của dư lượng tyrosine iod. Điều này dẫn đến sự hình thành của thyroxine (T 4) và triiodothyronine (T 3) vẫn gắn với protein thyroglobulin. (4) Tăng nội tiết của protein thyroglobulin iod qua màng tế bào trở lại vào tế bào nang. (5) Kích thích phân giải protein thyroglobulin để tạo thành thyroxine tự do (T 4) và triiodothyronine (T 3). (6) Sự tiết thyroxine (T 4) và triiodothyronine (T 3) qua màng đáy của các tế bào nang để đi vào tuần hoàn. Điều này xảy ra bởi một cơ chế chưa biết.
Kích thích kháng thể đối với thụ thể TSH bắt chước TSH và gây ra bệnh Graves. Ngoài ra, hCG cho thấy một số phản ứng chéo với thụ thể TSH và do đó có thể kích thích sản xuất hormone tuyến giáp. Trong thai kỳ, nồng độ cao của hCG kéo dài có thể tạo ra một tình trạng thoáng qua được gọi là cường giáp thai kỳ. Đây cũng là cơ chế của khối u trophoblastic làm tăng sản xuất hormone tuyến giáp.

## Các ứng dụng

### Chẩn đoán
Phạm vi tham chiếu cho TSH có thể thay đổi một chút, tùy thuộc vào phương pháp phân tích và không nhất thiết phải tương đương với giới hạn để chẩn đoán rối loạn chức năng tuyến giáp. Ở Anh, các hướng dẫn do Hiệp hội Hóa sinh lâm sàng ban hành đề xuất phạm vi tham chiếu là 0,4-4.0 µIU/ mL (hoặc mIU / L). Viện Hàn lâm Sinh hóa lâm sàng Quốc gia (NACB) tuyên bố rằng họ dự kiến phạm vi tham chiếu của người trưởng thành sẽ giảm xuống còn 0,4 tăng tỷ lệ chênh lệch phát triển bệnh suy giáp trong 20 năm sau đó, đặc biệt là nếu kháng thể tuyến giáp tăng cao ".
Nồng độ TSH ở trẻ em thường cao hơn ở người lớn. Vào năm 2002, NACB đã khuyến nghị giới hạn tham chiếu liên quan đến tuổi bắt đầu từ khoảng 1,3 đến 19 µIU/ mL đối với trẻ sinh thường, giảm xuống 0,6 và giảm dần trong thời thơ ấu và tuổi dậy thì đến mức trưởng thành, 0,3  :Section 2

#### Chẩn đoán bệnh
Nồng độ TSH được đo như một phần của xét nghiệm chức năng tuyến giáp ở những bệnh nhân nghi ngờ có thừa (cường giáp) hoặc thiếu (suy giáp) của hormone tuyến giáp. Giải thích kết quả phụ thuộc vào cả nồng độ TSH và T4. Trong một số tình huống, phép đo T3 cũng có thể hữu ích. 
| Nguồn bệnh lý             | Cấp độ TSH | Mức độ hormone tuyến giáp | Điều kiện gây bệnh                                                            |
| ------------------------- | ---------- | ------------------------- | ----------------------------------------------------------------------------- |
| Vùng dưới đồi / tuyến yên | Cao        | Cao                       | Khối u lành tính của tuyến yên (adenoma) hoặc kháng hormone tuyến giáp        |
| Vùng dưới đồi / tuyến yên | Thấp       | Thấp                      | Suy giáp thứ phát hoặc suy giáp "trung ương"                                  |
| Bệnh cường giáp           | Thấp       | Cao                       | Cường giáp nguyên phát tức là Bệnh Graves                                     |
| Suy giáp                  | Cao        | Thấp                      | Suy giáp bẩm sinh, suy giáp nguyên phát tức là bệnh viêm tuyến giáp Hashimoto |

Một xét nghiệm TSH hiện cũng là công cụ sàng lọc được đề nghị cho bệnh tuyến giáp. Những tiến bộ gần đây trong việc tăng độ nhạy của xét nghiệm TSH làm cho nó trở thành một công cụ sàng lọc tốt hơn so với T4 miễn phí.

#### Giám sát
Mức TSH mục tiêu điều trị cho bệnh nhân trong phạm vi điều trị nằm trong khoảng từ 0,3 đến 3,0 µIU/ mL.
Đối với bệnh nhân suy giáp trên thyroxine, chỉ đo TSH thường được coi là đủ. Sự gia tăng TSH trên phạm vi bình thường cho thấy sự thay thế hoặc tuân thủ kém với điều trị. Một sự giảm đáng kể trong TSH cho thấy điều trị quá mức. Trong cả hai trường hợp, một sự thay đổi về liều có thể được yêu cầu. Giá trị TSH thấp hoặc bình thường cũng có thể báo hiệu bệnh tuyến yên trong trường hợp không thay thế.
Đối với bệnh nhân cường giáp, cả TSH và T4 thường được theo dõi. Cũng cần lưu ý rằng trong thai kỳ, các phép đo TSH dường như không phải là một dấu hiệu tốt cho sự liên quan nổi tiếng của sự sẵn có của hormone tuyến giáp của mẹ với sự phát triển thần kinh của con cái.
Phân phối TSH dần dần chuyển sang nồng độ cao hơn theo tuổi.

#### Khó khăn trong việc giải thích đo lường TSH
- Kháng thể dị thể (bao gồm kháng thể chống chuột ở người (HAMA) và Yếu tố thấp khớp (RF)), liên kết yếu với kháng thể động vật của xét nghiệm, gây ra kết quả TSH cao hơn (hoặc ít phổ biến hơn) so với mức TSH thực tế.[22][23] Mặc dù các bảng xét nghiệm trong phòng thí nghiệm tiêu chuẩn được thiết kế để loại bỏ các kháng thể dị thể ở mức độ vừa phải, nhưng chúng không thể loại bỏ các kháng thể cao hơn. "Bác sĩ Baumann [từ Mayo Clinic] và các đồng nghiệp của cô đã phát hiện ra rằng 4,4 phần trăm trong số hàng trăm mẫu mà cô đã kiểm tra bị ảnh hưởng bởi các kháng thể dị thể......... Đặc điểm nổi bật của tình trạng này là sự khác biệt giữa giá trị TSH và giá trị T4 miễn phí và quan trọng nhất là giữa giá trị phòng thí nghiệm và điều kiện của bệnh nhân. Các chuyên gia nội tiết, đặc biệt, nên cảnh giác về điều này. "
- Macro-TSH - kháng thể nội sinh liên kết với TSH làm giảm hoạt động của nó, vì vậy tuyến yên sẽ cần sản xuất nhiều TSH hơn để có được mức độ hoạt động TSH chung.[24]
- TSH đồng phân - biến thể tự nhiên của phân tử TSH, mà có hoạt tính thấp hơn, do tuyến yên sẽ cần để sản xuất TSH hơn để có được mức độ tổng thể cùng hoạt động TSH.[25][26]
- Nồng độ TSH tương tự có thể có một ý nghĩa khác nhau cho dù nó được sử dụng để chẩn đoán rối loạn chức năng tuyến giáp hoặc để theo dõi điều trị thay thế bằng levothyroxin. Lý do cho sự thiếu khái quát này là nghịch lý của Simpson [27] và thực tế là shunt TSH-T3 bị phá vỡ trong bệnh suy giáp được điều trị, do đó hình dạng của mối quan hệ giữa nồng độ T4 và TSH tự do bị biến dạng [28].

### Trị liệu
Một loại thuốc tổng hợp được gọi là TSH alpha tái tổ hợp (rhTSHα hoặc đơn giản là rhTSH) hoặc thyrotropin alfa (INN) được sản xuất bởi Genzyme Corp dưới tên thương mại là Thyrogen. Nó được sử dụng để điều khiển chức năng nội tiết của các tế bào có nguồn gốc từ tuyến giáp, như là một phần của chẩn đoán và điều trị ung thư tuyến giáp.